# Diam’s
Diam’s, właściwie Mélanie Georgiades (ur. 25 lipca 1980 w Nikozji na Cyprze) – francuska raperka. 
W 2007 roku otrzymała trzy nagrody na NRJ Music Awards (& francuskiej stacji telewizyjnej TF1) za najlepszą francuskojęzyczną piosenkę roku – La boulette i za płytę roku Dans ma bulle. W 2006 roku otrzymała nagrodę MTV Europe Music Awards za najlepszego wykonawcę francuskiego.
W 2008 roku, Mélanie Georgiades zniknęła z mediów, co było, według informacji pochodzących z wywiadu udzielonego telewizji TF1 30 września 2012, konsekwencją depresji i kilku pobytów w szpitalu psychiatrycznym. W 2009 roku Georgiades przyjęła islam, i z czasem zdecydowała się m.in. na noszenie hidżabu, o czym opowiada w książce Diam’s autobiographie. W 2009 nagrała jeszcze jedna płytę (S. O. S.), obecnie jednak całkowicie porzuciła karierę artystyczną. Wyszła za mąż i ma córkę, Maryam.

## Dyskografia

### Albumy solowe
- Premier Mandat (1999)
- Brut de femme (2003)
- Ma Vie, Mon Live (2004)
- Dans ma bulle (2006)
- Confessions Nocturne (2008)
- S.O.S. (2009)

### DVD/Koncerty
- Ma vie / Mon live (2004)
- Autour de ma bulle (2007)

## Nagrody
| Rok  | Ceremonia                    | Kategoria                             | Wynik      |
| ---- | ---------------------------- | ------------------------------------- | ---------- |
| 2004 | Victoires de la Musique      | Hip-hopowy album roku (Brut de Femme) | Wygrana    |
| 2006 | MTV Europe Music Awards 2006 | Najlepszy wykonawca francuski         | Wygrana    |
| 2006 | NRJ Music Awards             | Francuski album roku (Dans Ma Bulle)  | Wygrana    |
| 2006 | NRJ Music Awards             | Francuska artystka roku               | Wygrana    |
| 2006 | NRJ Music Awards             | Francuska piosenka roku (La Boulette) | Wygrana    |
| 2006 | NRJ Music Awards             | Wideoklip roku (Jeune Demoiselle)     | Nominowana |
| 2007 | L'Année Du Hip Hop           | Najlepszy utwór (La Boulette)         | Wygrana    |
| 2007 | L'Année Du Hip Hop           | Najlepszy raper                       | Wygrana    |
| 2007 | L'Année Du Hip Hop           | Najlepszy album (Dans Ma Bulle)       | Wygrana    |